# Matías Moreno
Matías Moreno (Córdoba, 24 settembre 2003) è un calciatore argentino, difensore del Levante, in prestito dalla Fiorentina.

## Caratteristiche tecniche
Difensore centrale di piede destro, è capace di ricoprire tutti i ruoli della retroguardia. Forte fisicamente e bravo nel gioco aereo, è dotato di una modesta tecnica di base che talvolta lo rende efficace in fase di impostazione. Gli è più congeniale, per le sue caratteristiche, la difesa a 3 dove agisce sempre da braccetto di destra, ma si disimpegna bene anche in una difesa a 4 dove, occasionalmente, è stato anche impiegato come terzino sempre sulla destra, presenta più difficoltà invece se schierato come quinto di centrocampo, ruolo ricoperto in alcuni casi a Firenze.

## Carriera

### Belgrano
Dopo aver fatto i primi passi nella Escuela de Fútbol E.F.U.L. di Barrio Poeta Lugones a Córdoba, Moreno arriva nel settore giovanile del Belgrano nel 2016 e qui ha firmato il suo primo contratto professionistico nel febbraio del 2022. Ha debuttato in prima squadra il 10 luglio 2023 nell'incontro di Primera División pareggiato 0-0 contro il Colón (SF), dopo essersi messo in mostra nel Torneo de Reserva.
Nella seconda stagione in Primera División colleziona 19 presenze, per un totale di 1574 minuti, di cui 18 da titolare.
La sua ultima presenza risale al 26 agosto, contro il Gimnasia La Plata, nella sconfitta per 1-0. 

### Fiorentina e prestito al Levante
Il 30 agosto 2024 la Fiorentina annuncia il suo acquisto a titolo definitivo. Debutta per la prima volta in maglia viola in UEFA Conference League contro la squadra gallese dei The New Saints. Dopo altre 4 presenze nella competizione europea, il 4 gennaio 2025 fa il suo esordio nella massima serie italiana venendo schierato titolare dal tecnico Raffaele Palladino nella gara casalinga contro il Napoli.
L'11 luglio 2025, dopo avere trovato poco spazio coi toscani, viene ceduto in prestito al Levante.

## Statistiche

### Presenze e reti nei club
Statistiche aggiornate all'11 luglio 2025.
| Stagione        | Squadra         | Campionato      | Campionato | Campionato | Coppe nazionali | Coppe nazionali | Coppe nazionali | Coppe continentali | Coppe continentali | Coppe continentali | Altre coppe | Altre coppe | Altre coppe | Totale | Totale |
| Stagione        | Squadra         | Comp            | Pres       | Reti       | Comp            | Pres            | Reti            | Comp               | Pres               | Reti               | Comp        | Pres        | Reti        | Pres   | Reti   |
| --------------- | --------------- | --------------- | ---------- | ---------- | --------------- | --------------- | --------------- | ------------------ | ------------------ | ------------------ | ----------- | ----------- | ----------- | ------ | ------ |
| 2023            | Belgrano        | PD              | 10         | 0          | CA+CdL          | 5+4             | 0               |                    | -                  | -                  |             | -           | -           | 19     | 0      |
| gen.-ago. 2024  | Belgrano        | PD              | 19         | 0          | CA+CdL          | 1+12            | 0               | CS                 | 6                  | 0                  |             | -           | -           | 38     | 0      |
| Totale Belgrano | Totale Belgrano | Totale Belgrano | 29         | 0          |                 | 22              | 0               |                    | 6                  | 0                  |             | -           | -           | 57     | 0      |
| ago. 2024-2025  | Fiorentina      | A               | 4          | 0          | CI              | 0               | 0               | UECL               | 8                  | 0                  | -           | -           | -           | 12     | 0      |
| Totale carriera | Totale carriera | Totale carriera | 33         | 0          |                 | 22              | 0               |                    | 14                 | 0                  |             | -           | -           | 69     | 0      |